# Norra Ljunga socken
Norra Ljunga socken i Småland ingick i Västra härad, ombildades 1947 till Sävsjö stad och området är sedan 1971 en del av Sävsjö kommun, från 2016 inom Sävsjö distrikt i Jönköpings län.
Socknens areal är 45,77 kvadratkilometer land 62,25. År 1930 fanns här 1 159 invånare. En del av tätorten Sävsjö och sockenkyrkan Norra Ljunga kyrka belägen strax väster om Sävsjö ligger i socknen.

## Administrativ historik
Norra Ljunga socken har medeltida ursprung. Före den 1 januari 1886 (ändring enligt beslut den 17 april 1885) var namnet Ljunga socken.
Vid kommunreformen 1862 övergick socknens ansvar för de kyrkliga frågorna till Norra Ljunga församling och för de borgerliga frågorna till Norra Ljunga landskommun. Landskommunen slogs 1947 samman med Vallsjö landskommun och bildade Sävsjö stad som 1971 blev en del av Sävsjö kommun. Församlingen slogs samtidigt (1947) ihop med Vallsjö församling och bildade Sävsjö församling.
1 januari 2016 inrättades distriktet Sävsjö, med samma omfattning som Sävsjö församling hade 1999/2000 och fick 1947, och vari detta sockenområde ingår.
Socknen har tillhört samma fögderier och domsagor som Västra härad. De indelta soldaterna tillhörde Jönköpings regemente, Västra härads kompani och Smålands grenadjärkår, Livkompaniet.

## Geografi
Norra Ljunga socken ligger väster om Sävsjö och är en mossrik skogsbygd.

## Fornlämningar

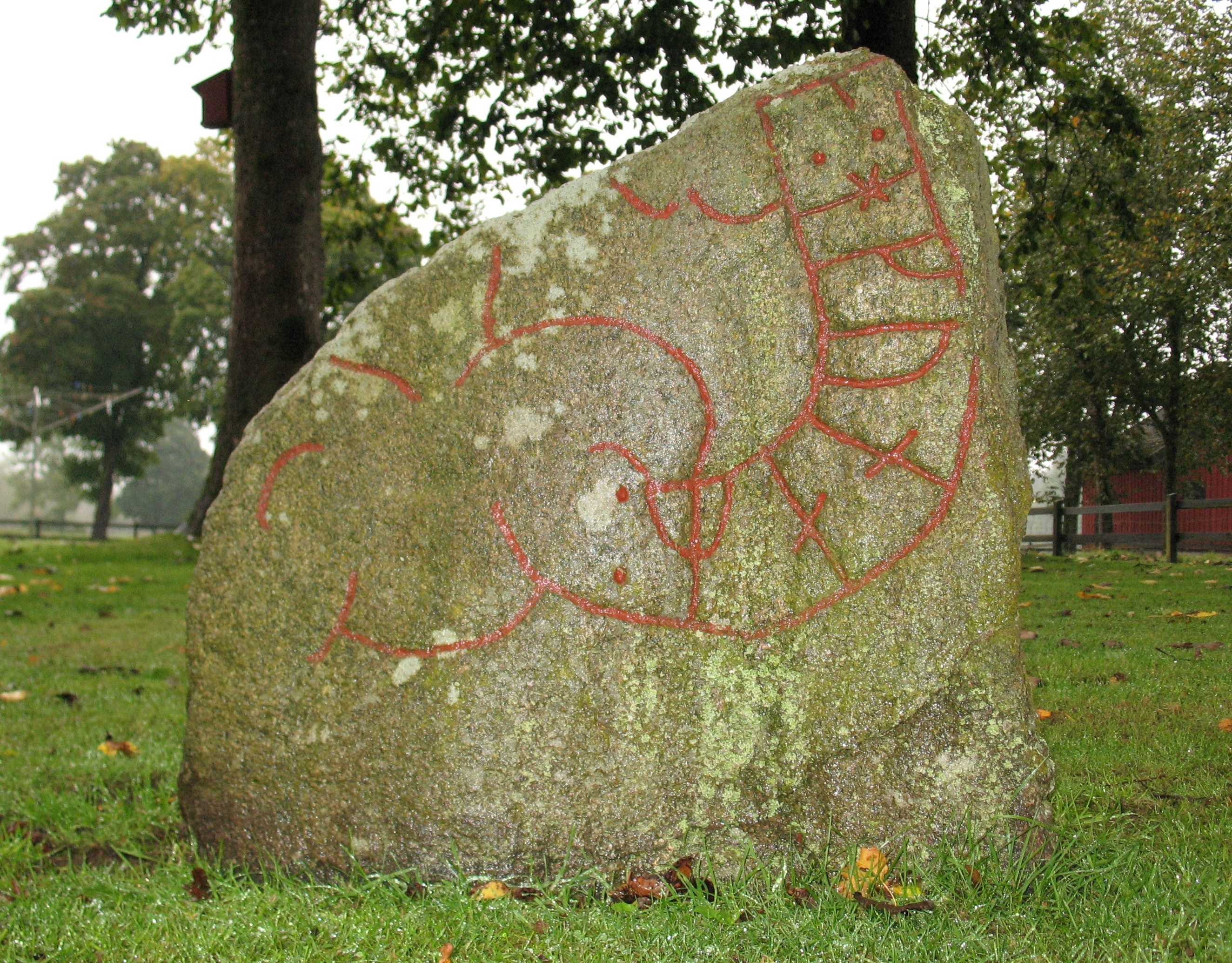
Smålands runristningar 76 intill Komstakvarn i Komstad

En hällkista från stenåldern, några gravrösen från bronsåldern och flera järnåldersgravfält finns här, liksom två runristningar.

## Namnet
Namnet (1292 Linogum (liongum)) är plural för ljung.
Före 1 januari 1886 var namnet Ljunga socken.

## Personer från socknen
- Riksdagsmannen Carl Mejenqvist kom från Norra Ljunga.
- Sjökaptenen och utvandraren Jonas Jonson Brunk som enligt historien gav namn åt stadsdelen Bronx i New York.

### Fotnoter
1. 1 2 3 4  Sjögren, Otto (1931). Sverige geografisk beskrivning del 2 Östergötlands, Jönköpings, Kronobergs, Kalmar och Gotlands län. Stockholm: Wahlström & Widstrand. Libris 9939
2. ↑  SCB folkräkningen 1890 andra delen Arkiverad 24 september 2015 hämtat från the Wayback Machine. sida 22 anm. till Jönköpings län not 1
3. ↑  Harlén, Hans; Harlén Eivy (2003). Sverige från A till Ö: geografisk-historisk uppslagsbok. Stockholm: Kommentus. Libris 9337075. ISBN 91-7345-139-8
4. ↑  Ljunga&Typ=Alla&DatumFran=&DatumTill= Administrativ historik för Norra Ljunga socken (Klicka på församlingsposten). Källa: Nationella arkivdatabasen, Riksarkivet.
5. ↑  Indelta soldater, torp och rotar i Jönköpings län Arkiverad 24 januari 2012 hämtat från the Wayback Machine. Jönköpingsbygdens Genealogiska Förening
6. ↑  Fornlämningar, Statens historiska museum: Norra Ljunga socken
7. ↑  Fornminnesregistret, Riksantikvarieämbetet: Norra Ljunga socken Fornminnen i socknen erhålls på kartan genom att skriva in sockennamn (utan "socken") i "Ange geografiskt område"
8. ↑  Svensk Uppslagsbok andra upplagan 1947–1955: Norra+Ljunga socken